# Quentin Metsys le Jeune
Pour les articles homonymes, voir Metsys.
Quentin Metsys le jeune, né en 1543 à Anvers et mort en 1589 à Francfort, est un peintre flamand de la Renaissance.
Quentin Metsys le jeune était le fils de Jan Matsys, qui était également peintre. Quentin Metsys le jeune a travaillé à la cour d'Angleterre, comme Gerard Horenbout et son fils, sous le règne d'Élisabeth Ire.
Le grand peintre Quentin Metsys était son grand-père.

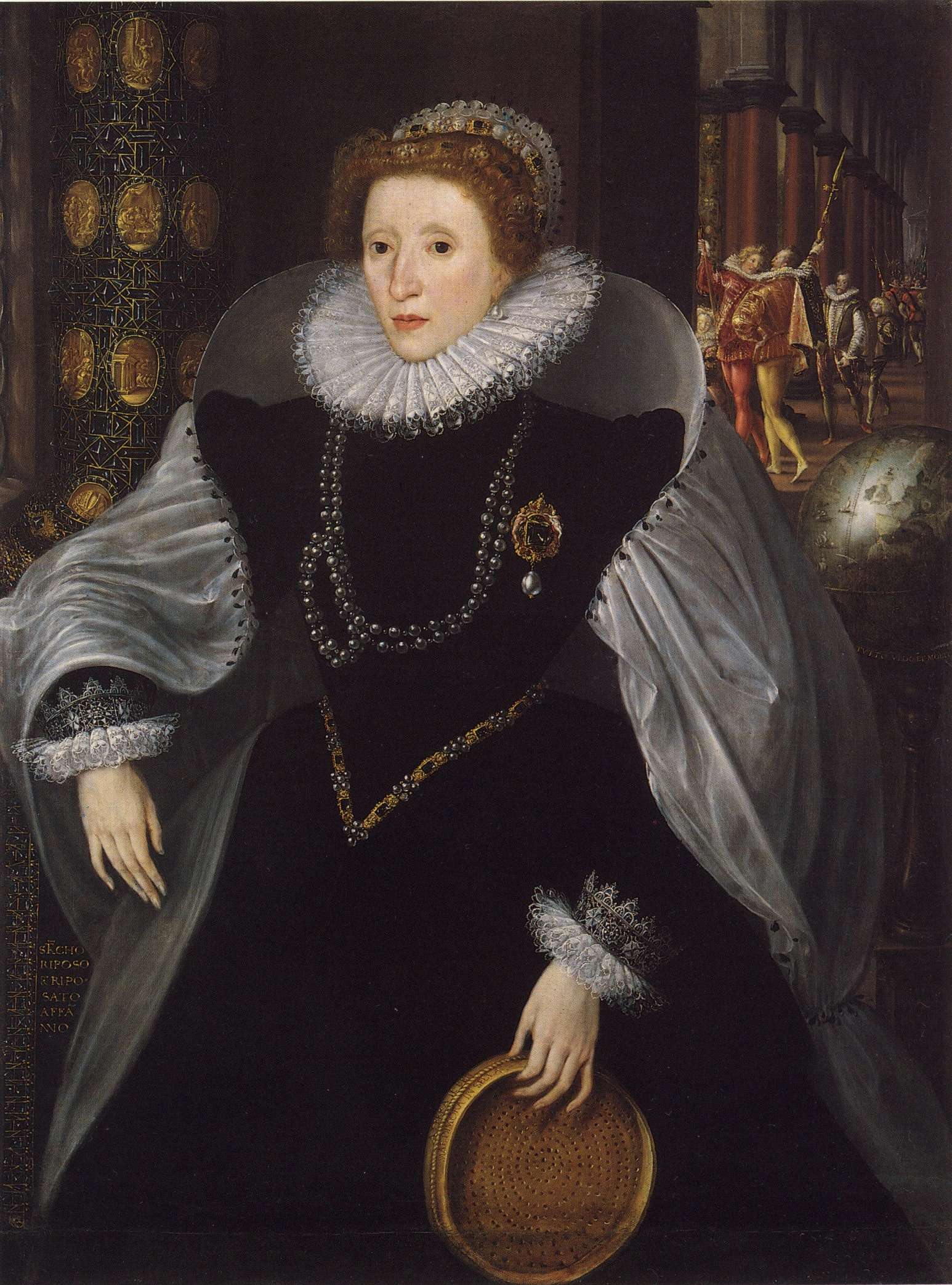
Portrait de la reine Elizabeth I, 1583.